# Ernesto Cristaldo
Ernesto Rubén Cristaldo Santa Cruz, paragvajski nogometaš, * 16. marec 1984, Asunción, Paragvaj.
Sodeloval je na nogometnemu delu poletnih olimpijskih iger leta 2004.